# Banu Mussa
|  | No s'ha de confondre amb Banu Qassi. |

Muhàmmad ibn Mussa ibn Xàkir, Àhmad ibn Mussa ibn Xàkir i al-Hàssan ibn Mussa ibn Xàkir van ser tres germans científics que van viure a Bagdad a l'edat d'or de l'islam. Van néixer aproximadament l'any 800 i posteriors i van morir vers l'any 870. No s'han de confondre amb la dinastia hispànica dels Banu Qassi, de vegades anomenada també Banu Mussa, emirs de Tudela i Saragossa en la mateixa època històrica.
La seva obra és indistingible, ja que treballaven conjuntament. Això no obstant, van tenir certes àrees d'especialització: Muhàmmad va treballar fonamentalment la geometria i l'astronomia, Àhmad va treballar fonamentalment la mecànica i al-Hàssan la geometria. Van ser protegits pel califa abbàssida Al-Mamun que els va encarregar l'organització de la Casa de la Saviesa de Bagdad, el primer i més important centre intel·lectual de l'islam medieval, en què també hi van treballar contemporàniament al-Khwarazmí, al-Kindí, Thàbit ibn Qurra, Hunayn ibn Ishaq i altres científics de moltes branques del saber. Segons algunes fons es van enemistar amb al-Kindí i van ser els responsables de la seva caiguda en desgràcia davant el califa Al-Mutawàkkil, apoderant-se de la seva biblioteca. Se sap que van escriure una vintena de llibres, però molts d'ells no s'han conservat i només es coneixen per referències de tercers.
El seu llibre més influent va ser el Llibre d'amidar les figures planes i esfèriques que va ser traduït al llatí, al segle xii, per Gerard de Cremona amb el títol Liber trium fratum de geometria (Llibre de geometria de tres germans). En ell, i utilitzant el mètode d'exhaustió inventat per Èudox de Cnidos i utilitzat per Arquimedes, donen fórmules per al càlcul de superfícies i volums de seccions esfèriques i cilíndriques.
Més interessants són els seus treballs astronòmics. Van ser comissionats pel califa per a mesurar la latitud d'un grau de la superfície terrestre, tasca que van portar a terme en un desert al nord de Mesopotàmia. També van fer nombroses observacions astronòmiques des de Bagdad, essent alguns dels seus càlculs utilitzats per al-Biruní un segle i mig més tard.
Finalment, cal destacar el seu Llibre dels autòmats en el qual descriuen alguns mecanismes de funcionament pneumàtic i descriuen un tocador de flauta automàtic que podria haver estat la primera màquina programable, en la que els sons de la flauta eren produïts a través del vapor calent i l'usuari podia ajustar el dispositiu a diversos patrons perquè poguessin obtenir-ne diversos sons.